# 田井弘子
田井弘子（たい ひろこ、1978年4月1日 - ）は、日本の女優。所属事務所はオレガ。身長165cm。

## 出演

### テレビドラマ
- 土曜ワイド劇場「温泉 (秘) 大作戦4」（テレビ朝日）
- 長男の結婚（テレビ朝日）
- 警視庁アウトサイダー episode3-（2023年1月19日テレビ朝日）-弁当店の店員
- GO HOME〜警視庁身元不明人相談室〜 第7話（2024年9月7日、日本テレビ） - 安島蓮花 役[1]

### 映画
- 武士の一分（2006年）
- 母べえ（2008年）
- 築地魚河岸三代目（2008年）
- 釣りバカ日誌19 ようこそ!鈴木建設御一行様（2008年）
- 団地（2016年）